# Strongylosoma inferum
Strongylosoma inferum är en mångfotingart som beskrevs av Karl Wilhelm Verhoeff 1897. Strongylosoma inferum ingår i släktet Strongylosoma och familjen orangeridubbelfotingar. Inga underarter finns listade i Catalogue of Life.